# Гай Помптін
Гай Помптін (лат. Gaius Pomptinus, д/н — після 51 до н. е.) — політичний та військовий діяч Римської республіки, претор 63 до н. е.

## Життєпис
Походив з роду Помптінів. Про батьків немає відомостей. У 71 році до н. е. був легатом Марка Ліцинія Красса під час придушення повстання Спартака. Тут виявив свій військовий хист, завдяки чому зміг розпочати політичну кар'єру.
У 63 році до н. е. був обраний претором. Під час своєї каденції допоміг викрити змову Луція Сергія Катиліни. З 62 до 59 р.до н.е. до н. е.був пропретором Нарбонської Галлії. 
З 58 року до н. е. брав участь у Галльській війні під орудою Гая Юлія Цезаря. У 51 році до н. е. як легат супроводжував Марка Туллія Цицерона під час виконання обов'язків проконсула Кілікії. Про подальшу долю Помптіна нічого невідомо.